# Kojima Shuto
Shuto Kojima (小島 秀仁 Kojima Shūto, sinh ngày 30 tháng 7 năm 1992) là một cầu thủ bóng đá người Nhật Bản. Hiện tại anh thi đấu cho JEF United Chiba.

## Thống kê sự nghiệp

### Câu lạc bộ
Cập nhật đến ngày 22 tháng 12 năm 2017.
| Câu lạc bộ          | Mùa giải            | Giải vô địch | Giải vô địch | Cúp Hoàng đế Nhật Bản | Cúp Hoàng đế Nhật Bản | J. League Cup | J. League Cup | AFC     | AFC       | Tổng    | Tổng      |
| Câu lạc bộ          | Mùa giải            | Số trận      | Bàn thắng    | Số trận               | Bàn thắng             | Số trận       | Bàn thắng     | Số trận | Bàn thắng | Số trận | Bàn thắng |
| ------------------- | ------------------- | ------------ | ------------ | --------------------- | --------------------- | ------------- | ------------- | ------- | --------- | ------- | --------- |
| Urawa Red Diamonds  | 2011                | 6            | 0            | 3                     | 0                     | 5             | 0             | -       | -         | 14      | 0         |
| Urawa Red Diamonds  | 2012                | 7            | 0            | 0                     | 0                     | 5             | 1             | -       | -         | 12      | 1         |
| Urawa Red Diamonds  | 2013                | 1            | 0            | 2                     | 1                     | 0             | 0             | -       | -         | 3       | 1         |
| Tokushima Vortis    | 2014                | 11           | 0            | 2                     | 0                     | 3             | 0             | -       | -         | 1       | 0         |
| Urawa Red Diamonds  | 2015                | 0            | 0            | -                     | -                     | -             | -             | 1       | 0         | 1       | 0         |
| Ehime FC            | 2015                | 17           | 0            | 2                     | 0                     | -             | -             | -       | -         | 19      | 0         |
| Ehime FC            | 2016                | 39           | 2            | 2                     | 0                     | -             | -             | -       | -         | 41      | 2         |
| Ehime FC            | 2017                | 38           | 6            | 1                     | 0                     | -             | -             | -       | -         | 39      | 6         |
| JEF United Chiba    | 2018                |              |              |                       |                       | -             | -             | -       | -         |         |           |
| Tổng cộng sự nghiệp | Tổng cộng sự nghiệp | 119          | 8            | 12                    | 3                     | 13            | 1             | 1       | 0         | 145     | 12        |

### Quốc tế
Tính đến 24 tháng 8 năm 2010
| Đội tuyển quốc gia | Năm | Số trận | Bàn thắng |
| ------------------ | --- | ------- | --------- |
| U-17 Nhật Bản      |     |         |           |
| 2009               | 3   | 1       |           |
| Tổng               | 3   | 1       |           |
| U-19 Nhật Bản      |     |         |           |
| 2010               | 9   | 0       |           |
| Tổng               | 9   | 0       |           |

| Số lần ra sân và bàn thắng quốc tế | Số lần ra sân và bàn thắng quốc tế | Số lần ra sân và bàn thắng quốc tế                     | Số lần ra sân và bàn thắng quốc tế | Số lần ra sân và bàn thắng quốc tế | Số lần ra sân và bàn thắng quốc tế | Số lần ra sân và bàn thắng quốc tế                                       |
| #                                  | Ngày                               | Địa điểm                                               | Đối thủ                            | Kết quả                            | Bàn thắng                          | Giải đấu                                                                 |
| 2009                               | 2009                               | 2009                                                   | 2009                               | 2009                               | 2009                               | 2009                                                                     |
| ---------------------------------- | ---------------------------------- | ------------------------------------------------------ | ---------------------------------- | ---------------------------------- | ---------------------------------- | ------------------------------------------------------------------------ |
|                                    | 24 tháng 10                        | Sân vận động Teslim Balogun, Lagos                     | U-17 Brasil                        | 2–3                                | 0                                  | Giải vô địch bóng đá U-17 thế giới 2009 / U-17 Nhật Bản                  |
|                                    | 27 tháng 10                        | Sân vận động Teslim Balogun, Lagos                     | U-17 Thụy Sĩ                       | 3–4                                | 1                                  | Giải vô địch bóng đá U-17 thế giới 2009 / U-17 Nhật Bản                  |
|                                    | 30 tháng 10                        | Sân vận động Teslim Balogun, Lagos                     | U-17 Mexico                        | 0–2                                | 0                                  | Giải vô địch bóng đá U-17 thế giới 2009 / U-17 Nhật Bản                  |
| 2010                               |                                    |                                                        |                                    |                                    |                                    |                                                                          |
|                                    | 28 tháng 3                         | Pizza Hut Park, Frisco                                 | Tigres                             | 3–2                                | 0                                  | 2010 Dallas Cup / U-19 Nhật Bản Unofficial                               |
|                                    | 29 tháng 3                         | Richland College, Dallas                               | Tottenham Hotspur                  | 1–1                                | 0                                  | 2010 Dallas Cup / U-19 Nhật Bản Unofficial                               |
|                                    | 31 tháng 3                         | Richland College, Dallas                               | Dallas Texans                      | 2–3                                | 0                                  | 2010 Dallas Cup / U-19 Nhật Bản Unofficial                               |
|                                    | 18 tháng 5                         | Odin, Heemskerk                                        | U-19 Canada                        | 0–0                                | 0                                  | Giao hữu / U-19 Nhật Bản                                                 |
|                                    | 20 tháng 5                         | VV Assendelft, Assendelft                              | U-19 Sénégal                       | 0–1                                | 0                                  | Giao hữu / U-19 Nhật Bản                                                 |
|                                    | 22 tháng 5                         | Sportpark de Koog, Uitgeest                            | U-19 Hoa Kỳ                        | 2–1                                | 0                                  | 2010 International Cor Groenewegen Tournament / U-19 Nhật Bản            |
|                                    | 22 tháng 5                         | Sportpark de Koog, Uitgeest                            | FC Utrecht                         | 0–2                                | 0                                  | 2010 International Cor Groenewegen Tournament / U-19 Nhật Bản Unofficial |
|                                    | 22 tháng 5                         | Sportpark de Koog, Uitgeest                            | Atlético Mineiro                   | 0–0                                | 0                                  | 2010 International Cor Groenewegen Tournament / U-19 Nhật Bản Unofficial |
|                                    | 24 tháng 5                         | Sportpark de Koog, Uitgeest                            | SC Heerenveen                      | 2–0                                | 0                                  | 2010 International Cor Groenewegen Tournament / U-19 Nhật Bản Unofficial |
|                                    | 24 tháng 5                         | Sportpark de Koog, Uitgeest                            | Sporting Lokeren                   | 3–0                                | 0                                  | 2010 International Cor Groenewegen Tournament / U-19 Nhật Bản Unofficial |
|                                    | 27 tháng 6                         | Sân vận động Trung tâm Thể thao Duy Phường, Duy Phường | U-19 Trung Quốc                    | 0–1                                | 0                                  | Giao hữu / U-19 Nhật Bản                                                 |
|                                    | 29 tháng 6                         | Sân vận động Trung tâm Thể thao Duy Phường, Duy Phường | U-19 Trung Quốc                    | 2–1                                | 0                                  | Giao hữu / U-19 Nhật Bản                                                 |
|                                    | 26 tháng 7                         | Sân vận động Riada, Ballymoney                         | U-19 Đan Mạch                      | 1–4                                | 0                                  | 2010 Milk Cup / U-19 Nhật Bản                                            |
|                                    | 28 tháng 7                         | Ballymena Showgrounds, Ballymoney                      | U-19 Mexico                        | 1–3                                | 0                                  | 2010 Milk Cup / U-19 Nhật Bản                                            |
|                                    | 21 tháng 8                         | Kusanagi Sports Park Stadium, Shizuoka                 | U-19 Tây Ban Nha                   | 2–0                                | 0                                  | 2010 SBS Cup / U-19 Nhật Bản                                             |
|                                    | 22 tháng 8                         | Fujieda Sports Complex Park, Shizuoka                  | U-19 Ghana                         | 4–1                                | 0                                  | 2010 SBS Cup / U-19 Nhật Bản                                             |
|                                    | 24 tháng 8                         | Ecopa Stadium, Shizuoka                                | Shizuoka Youth                     | 4–3                                | 0                                  | 2010 SBS Cup / U-19 Nhật Bản                                             |